# Eddy Godin
Joseph Eddy Alain Godin (* 29. März 1957 in Donnacona, Québec) ist ein ehemaliger kanadischer Eishockeyspieler, der im Verlauf seiner aktiven Karriere zwischen 1974 und 1983 unter anderem 376 Spiele für die Hershey Bears in der American Hockey League (AHL) auf der Position des rechten Flügelstürmers bestritten hat. Darüber hinaus absolvierte Godin, der mit den Hershey Bears im Jahr 1980 den Calder Cup gewann, weitere 27 Spiele für die Washington Capitals in der National Hockey League (NHL).

## Karriere
Godin verbrachte seine Juniorenzeit zwischen 1974 und 1977 in der Ligue de hockey junior majeur du Québec (LHJMQ), wo der Flügelspieler drei Jahre lang für die Remparts de Québec auflief. Bereits in seiner Rookiesaison konnte er 67 Scorerpunkte in der Liga sammeln und steigerte diesen Wert in den beiden folgenden Jahren auf zunächst 120 und später 167 Punkte. Seine 145 Punkte in der regulären Saison der Spielzeit 1976/77 bescherten ihm sogar einen Platz unter den fünf besten Punktesammlern der Liga. Darüber hinaus stand er zweimal in einem der Auswahlteams, gekrönt wurde die Juniorenzeit des Stürmers jedoch durch den Gewinn der Coupe du Président mit den Remparts in der Saison 1975/76. Zum Abschluss seiner Juniorenkarriere wurde Godin sowohl im NHL Amateur Draft 1977 in der dritten Runde an 39. Stelle von den Washington Capitals aus der National Hockey League (NHL) als auch im WHA Amateur Draft 1977 in der siebten Runde an 65. Stelle von den Nordiques de Québec aus der zu dieser Zeit mit der NHL in Konkurrenz stehenden World Hockey Association (WHA) ausgewählt.
Im Oktober 1977 unterzeichnete der Kanadier schließlich einen Profivertrag bei den Washington Capitals. Im Verlauf seiner ersten beiden Spielzeiten kam Godin zu insgesamt 27 Einsätzen für die Hauptstädter, lief aber hauptsächlich für deren Farmteam in der American Hockey League (AHL), die Hershey Bears auf. Nachdem er auch über den NHL Expansion Draft 1979 durch die Wahl von Blair Stewart durch die Nordiques de Québec im Franchise der Capitals verblieb, stand er mit Beginn der Saison 1979/80 ausschließlich im Kader der Bears und absolvierte keine weiteren Einsätze in der NHL. In Diensten Hersheys feierte der Angreifer mit dem Gewinn des Calder Cups im Frühjahr 1980 seinen größten Karriereerfolg. Letztlich stand Godin bis zum Ende der Saison 1982/83 für die Hershey Bears auf dem Eis und bestritt insgesamt 376 AHL-Partien. Im Sommer 1983 beendete er im Alter von 26 Jahren seine aktive Spielerlaufbahn vorzeitig. 

## Erfolge und Auszeichnungen
- 1976 Coupe-du-Président-Gewinn mit den Remparts de Québec
- 1976 LHJMQ East Second All-Star Team
- 1977 LHJMQ Third All-Star Team
- 1980 Calder-Cup-Gewinn mit den Hershey Bears

## Karrierestatistik
(Legende zur Spielerstatistik: Sp oder GP = absolvierte Spiele; T oder G = erzielte Tore; V oder A = erzielte Assists; Pkt oder Pts = erzielte Scorerpunkte; SM oder PIM = erhaltene Strafminuten; +/− = Plus/Minus-Bilanz; PP = erzielte Überzahltore; SH = erzielte Unterzahltore; GW = erzielte Siegtore; 1 Play-downs/Relegation; Kursiv: Statistik nicht vollständig)